# Jorhat
Jorhat – miasto w Indiach, w stanie Asam. W 2011 roku liczyło 153 889 mieszkańców.